# Avenida do Contorno (Belo Horizonte)
A Avenida do Contorno é a avenida que circunda a região central de Belo Horizonte. Seu desenho segue o traçado planejado previamente à construção da cidade. Originalmente, o projeto previa a urbanização apenas da área limitada pela avenida, mas o intenso desenvolvimento no século XX fez com que a cidade ultrapassasse os limites muito antes do esperado. O nome original da Avenida do Contorno era Avenida 17 de Dezembro.

## Patrimônio histórico
Ao longo da avenida estão localizados 25 bens culturais tombados pela Prefeitura de Belo Horizonte, dentre os quais se destacam a Escola de Engenharia da Universidade Federal de Minas Gerais, o Hospital Militar, o Instituto Raul Soares, o Colégio Marconi e o Colégio Pio XII.

## Pontos importantes da Avenida do Contorno
- Hospital da Polícia Militar de Minas Gerais
- Batalhão da Polícia Militar de Minas Gerais
- Music Hall - antigo Freegells Music
- RecordTV Minas
- Hospital Life Center
- Instituto Padre Machado
- Shopping Center Pátio Savassi
- Colégio Estadual Central
- Colégio Loyola
- Colégio Marconi
- Hospital Felício Rocho
- Estação Rodoviária (parte traseira)
- Casa do Conde de Santa Marina